# Bandera de Vallromanes
La bandera oficial de Vallromanes té la següent descripció:
| « | Bandera apaïsada, de proporcions dos d'alt per tres de llarg, groga, amb quatre faixes vermelles i una peça blau clar rectilínia a la vora de l'asta i curvilínia a la contrària, concavada a dalt i a baix, d'amplària 13/38 des de la vora de l'asta a cadascuna de les conques i convexada al centre i d'amplària 8/19; i amb, al centre d'aquesta peça, el sautor abscís groc de l'escut, de braços 3/65 de la llargària del drap, amb un disc vermell, foradat de groc, de diàmetre 3/18 de la mateixa llargària, sobreposat a l'encreuament. | » |

## Història
Fou aprovada per la Generalitat el 20 de juny de 2019 i publicada al DOGC el 27 de juny amb el número 7905.